# Diplobodes kanekoi
Diplobodes kanekoi är en kvalsterart som beskrevs av Aoki 1958. Diplobodes kanekoi ingår i släktet Diplobodes och familjen Carabodidae. Inga underarter finns listade i Catalogue of Life.